# Relations entre l'Autriche et les États-Unis
 (mai 2024).

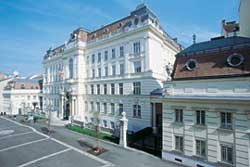
Ambassade des États-Unis à Vienne

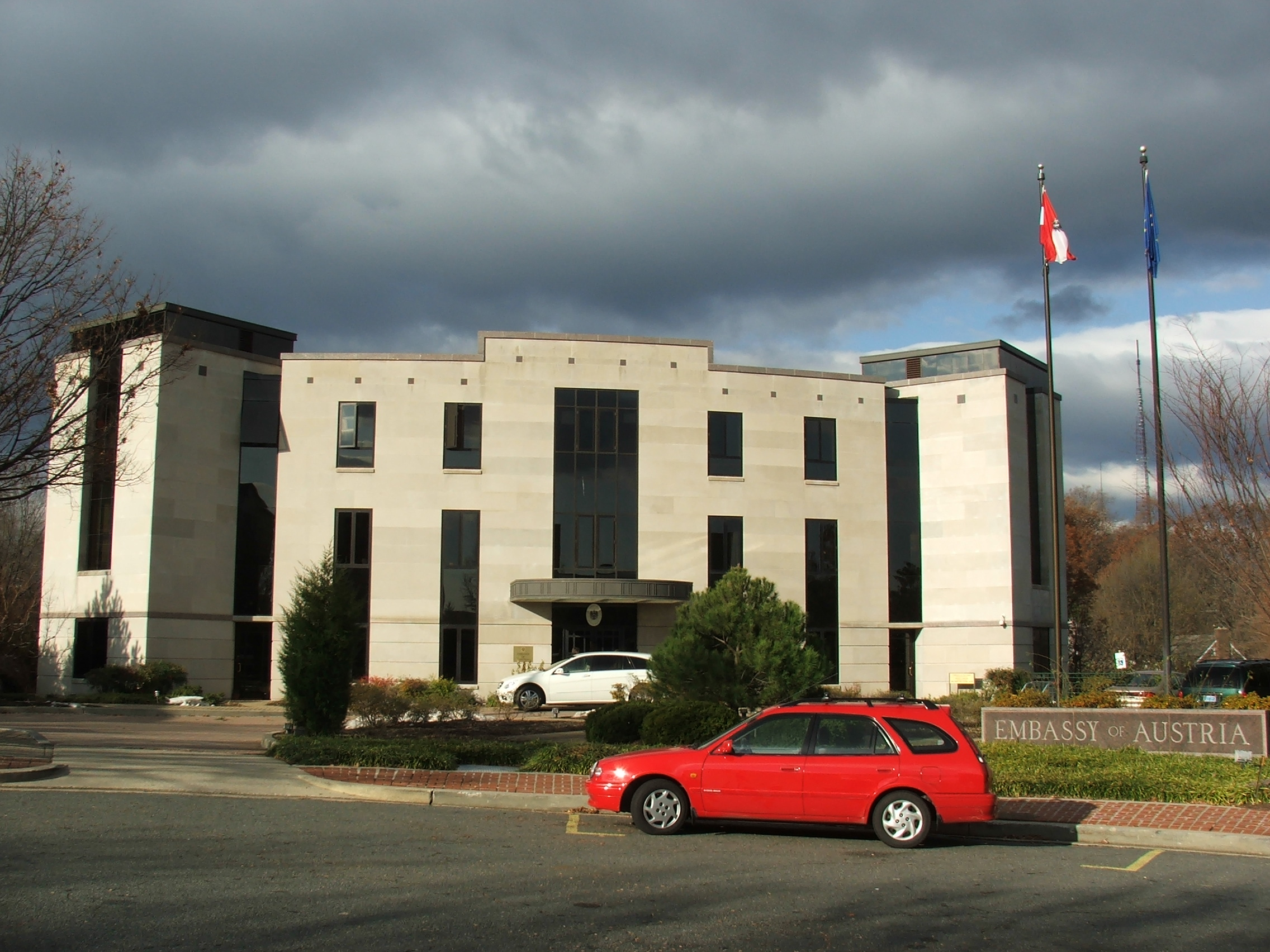
Ambassade d'Autriche à Washington.

Cet article présente les relations entre l'Autriche et les États-Unis. L'Autriche, pays germanophone enclavé en Europe centrale, entretient des liens diplomatiques assez faibles avec les États-Unis, première puissance mondiale.

## Histoire

### Avant la Première Guerre mondiale
L'archiduché d'Autriche n'a jamais détenu de colonies dans les Amériques. Néanmoins, quelques Autrichiens s'installent dans ce qui deviendra les États-Unis avant le XIXe siècle. En 1734, un groupe de cinquante familles de Salzbourg, exilées pour des raisons religieuses, établissent leur propre communauté à Ebenezer (en), en Géorgie.
L'Autriche est restée neutre pendant la guerre d'indépendance américaine. Catherine II de Russie crée l'alliance européenne des États neutres pendant la guerre d'indépendance américaine et la guerre navale franco-britannique.

### Ambassades
L'ambassade des États-Unis en Autriche est située à Vienne. Depuis 2023, l'ambassadrice des États-Unis en Autriche est Victoria Reggie Kennedy.
L'ambassade d'Autriche aux États-Unis est située à Washington. Actuellement[Quand ?], le poste d'ambassadeur d'Autriche aux États-Unis est Petra Schneebauer.